# Rafael Matos
Rafael Matos (6 de enero de 1996) es un tenista brasileño.
Matos alcanzó el puesto 26 en el ranking ATP de dobles el 6 de febrero de 2023; mientras que en individuales llegó al puesto 440 en el 21 de mayo de 2018.
Ha ganado 6 torneos de categoría ATP en la modalidad de Dobles, y fue campeón de dobles mixtos en el Abierto de Australia de 2023.

## Grand Slam

### Dobles mixto

#### Campeón (1)
| Año  | Torneo               | Pareja        | Oponentes en la final     | Resultado   |
| 2023 | Abierto de Australia | Luisa Stefani | Sania Mirza Rohan Bopanna | 7-6(2), 6-2 |

## Títulos ATP (10; 0+10)

### Dobles (10)
| Leyenda                         |
| ------------------------------- |
| Grand Slam (0)                  |
| ATP World Tour Finals (0)       |
| ATP World Tour Masters 1000 (0) |
| ATP World Tour 500 (2)          |
| ATP World Tour 250 (8)          |

| N.º | Fecha                 | Torneo         | Superficie    | Pareja                | Oponentes en la final             | Resultado              |
| --- | --------------------- | -------------- | ------------- | --------------------- | --------------------------------- | ---------------------- |
| 1.  | 28 de febrero de 2021 | Córdoba        | Tierra batida | Felipe Meligeni Alves | Romain Arneodo Benoît Paire       | 6-4, 6-1               |
| 2.  | 26 de febrero de 2022 | Santiago       | Tierra batida | Felipe Meligeni Alves | André Göransson Nathaniel Lammons | 7-6(8), 7-6(3)         |
| 3.  | 9 de abril de 2022    | Marrakech      | Tierra batida | David Vega Hernández  | Andrea Vavassori Jan Zieliński    | 6-1, 7-5               |
| 4.  | 25 de junio de 2022   | Mallorca       | Hierba        | David Vega Hernández  | Ariel Behar Gonzalo Escobar       | 7-6(5), 6-7(6), [10-1] |
| 5.  | 17 de julio de 2022   | Bastad         | Tierra batida | David Vega Hernández  | Simone Bolelli Fabio Fognini      | 6-4, 3-6, [13-11]      |
| 6.  | 2 de octubre de 2022  | Sofía          | Dura (i)      | David Vega Hernández  | Fabian Fallert Oscar Otte         | 3-6, 7-5, [10-8]       |
| 7.  | 25 de febrero de 2024 | Río de Janeiro | Tierra batida | Nicolás Barrientos    | Alexander Erler Lucas Miedler     | 6-4, 6-3               |
| 8.  | 16 de junio de 2024   | Stuttgart      | Hierba        | Marcelo Melo          | Julian Cash Robert Galloway       | 3-6, 6-3, [10-8]       |
| 9.  | 21 de julio de 2024   | Bastad         | Tierra batida | Orlando Luz           | Manuel Guinard Grégoire Jacq      | 7-5, 6-4               |
| 10. | 22 de febrero de 2025 | Río de Janeiro | Tierra batida | Marcelo Melo          | Pedro Martínez Jaume Munar        | 6-2, 7-5               |

#### Finalista (7)
| N.º | Fecha                    | Torneos      | Superficie    | Pareja               | Oponentes en la final                | Resultado        |
| --- | ------------------------ | ------------ | ------------- | -------------------- | ------------------------------------ | ---------------- |
| 1.  | 28 de mayo de 2021       | Belgrado II  | Tierra batida | André Göransson      | Jonathan Erlich Andrei Vasilevski    | 4-6, 1-6         |
| 2.  | 1 de mayo de 2022        | Múnich       | Tierra batida | David Vega Hernández | Kevin Krawietz Andreas Mies          | 6-4, 4-6, [7-10] |
| 3.  | 9 de octubre de 2022     | Tokio        | Dura          | David Vega Hernández | Mackenzie McDonald Marcelo Melo      | 4-6, 6-3, [4-10] |
| 4.  | 23 de julio de 2023      | Bastad       | Tierra batida | Francisco Cabral     | Gonzalo Escobar Aleksandr Nedovyesov | 2-6, 2-6         |
| 5.  | 26 de septiembre de 2023 | Chengdú      | Dura          | Francisco Cabral     | Sadio Doumbia Fabien Reboul          | 6-4, 5-7, [7-10] |
| 6.  | 4 de agosto de 2024      | Washington   | Dura          | Marcelo Melo         | Nathaniel Lammons Jackson Withrow    | 5-7, 3-6         |
| 7.  | 16 de febrero de 2025    | Buenos Aires | Tierra batida | Marcelo Melo         | Guido Andreozzi Theo Arribage        | 5-7, 6-4, [7-10] |

## Títulos ATP Challenger (11; 0+11)

### Dobles (11)
| N.º | Fecha                    | Torneo                       | Superficie    | Pareja                | Oponentes en la final                             | Resultado         |
| --- | ------------------------ | ---------------------------- | ------------- | --------------------- | ------------------------------------------------- | ----------------- |
| 1.  | 6 de octubre de 2019     | Challenger de Campinas       | Tierra batida | Orlando Luz           | Miguel Ángel Reyes-Varela Fernando Romboli        | 6-72, 6-4, [10-8] |
| 2.  | 1 de febrero de 2020     | Challenger de Punta del Este | Tierra batida | Orlando Luz           | Juan Manuel Cerúndolo Thiago Agustín Tirante      | 6-4, 6-2          |
| 3.  | 19 de septiembre de 2020 | Challenger de Iasi           | Tierra batida | João Menezes          | Treat Huey Nathaniel Lammons                      | 6-2, 6-2          |
| 4.  | 20 de febrero de 2021    | Challenger de Concepción     | Tierra batida | Orlando Luz           | Sergio Galdós Diego Hidalgo                       | 7-5, 6-4          |
| 5.  | 25 de abril de 2021      | Challenger de Tallahassee    | Tierra batida | Orlando Luz           | Sekou Bangoura Donald Young                       | 7-62, 6-2         |
| 6.  | 7 de agosto de 2021      | Challenger de Cordenons      | Tierra batida | Orlando Luz           | Sergio Galdós Renzo Olivo                         | 6-4, 7-65         |
| 7.  | 4 de septiembre de 2021  | Challenger de Como           | Tierra batida | Felipe Meligeni Alves | Luis David Martínez Andrea Vavassori              | 6-72, 6-4, [10-6] |
| 8.  | 13 de noviembre de 2021  | Challenger de Montevideo     | Tierra batida | Felipe Meligeni Alves | Ignacio Carou Luciano Darderi                     | 6-4, 6-4          |
| 9.  | 20 de noviembre de 2021  | Challenger de Campinas       | Tierra batida | Felipe Meligeni Alves | Matheus Pucinelli de Almeida Gilbert Klier Junior | 6-3, 6-1          |
| 10. | 18 de diciembre de 2021  | Challenger de Río de Janeiro | Dura          | Orlando Luz           | James Cerretani Fernando Romboli                  | 6-3, 7-62         |
| 11. | 15 de mayo de 2022       | Challenger de Burdeos        | Tierra batida | David Vega Hernández  | Hugo Nys Jan Zieliński                            | 6-4, 6-0          |